# Yamen

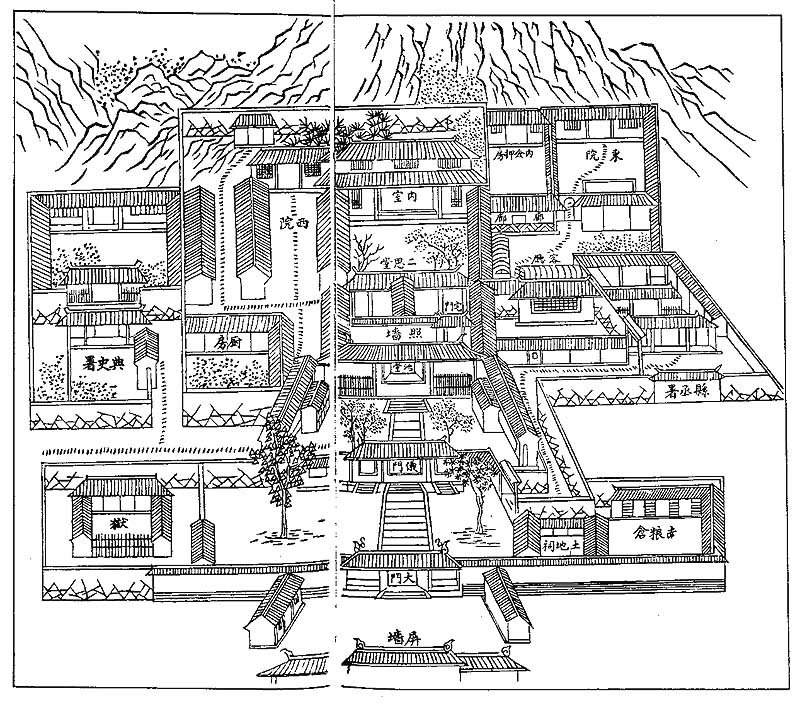
Représentation du yámen situé à Shaoxing Fu, dans la province du Zhejiang, en 1803.

Un yamen (chinois : 衙門 ; chinois simplifié : 衙门 ; pinyin : yámén), était, dans la Chine impériale, la résidence officielle d'un mandarin. Outre la demeure du mandarin, le yamen regroupait également l'ensemble de ses bureaux. Le terme a été utilisé pendant des siècles dans l'Empire chinois, mais n'a été repris en Occident que pendant la dynastie des Qing.

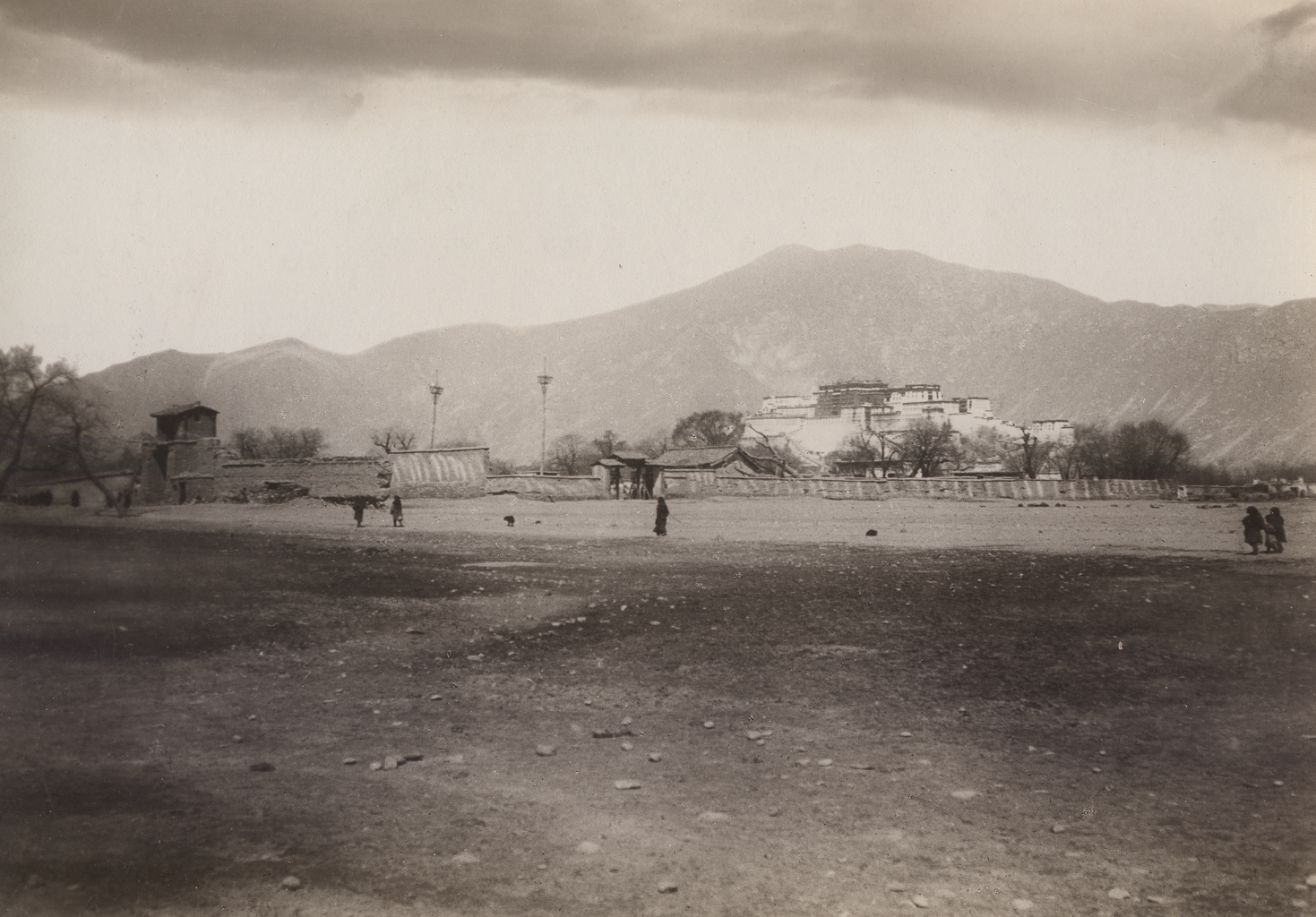
Yamen de Lhassa, où résidait l'amban du Tibet, avec le palais du Potala au fond